# Liste der Stolpersteine in Hainichen
Die Liste der Stolpersteine in Hainichen enthält sämtliche Stolpersteine, die im Rahmen des gleichnamigen Kunst-Projektes von Gunter Demnig in Hainichen im Landkreis Mittelsachsen verlegt wurden.

## Hintergrund
Mit diesen Gedenksteinen soll Opfern des Nationalsozialismus gedacht werden, die in Hainichen lebten und wirkten. Zwei Stolpersteine wurden im September 2016 verlegt.

## Liste der Stolpersteine in Hainichen
Zusammengefasste Adressen zeigen an, dass mehrere Stolpersteine an einem Ort verlegt wurden. Die Tabelle ist teilweise sortierbar; die Grundsortierung erfolgt alphabetisch nach der Adresse. Die Spalte Person, Inschrift wird nach dem Namen der Person alphabetisch sortiert.
| Bild | Person, Inschrift | Adresse                | Verlegedatum  | Kurzvita / Anmerkungen |
| ---- | --- | ---------------------- | ------------- | ---------------------- |
|      | Hier wohnte Sophie Albrecht geb. Baumann Jg. 1910 Flucht 1939 Ungarn Flucht in den Tod 29.6.1944 Budapest                                              | Goethestraße 42 (Lage) | 20. Sep. 2016 |                        |
|      | Hier wohnte und arbeitete Pfarrvikar Joseph Schwarz Jg. 1903 ‘Schutzhaft‘ 1935 Sachsenburg misshandelt / gefoltert tot an den Folgen 20.6.1943 Dresden | Poststraße 11 (Lage)   | 20. Sep. 2016 |                        |